# Basiliu Rațiu
Basiliu Rațiu (n. 25 decembrie 1783, Turda, Comitatul Turda – d. 12 decembrie 1870, Blaj, comitatul Alba de Jos), cunoscut și ca Vasile Rațiu, Baziliu Rațiu, cu predicatul de Nagylak (Noșlac), în maghiară Vazul Rácz, în germană Ratz, a fost un protopop greco-catolic, profesor, rector al Seminarului Diecezan din Blaj, canonic și primul prepozit capitular mitropolitan al Bisericii Române Unită cu Roma, Greco-Catolică.

## Originea și studiile
S-a născut la 25 decembrie 1783 în Turda, pe atunci capitala comitatului Turda, azi în județul Cluj, și a decedat la 12 decembrie 1870 în Blaj, comitatul Alba de Jos, acum în Județul Alba.
A fost primul din cei opt copii ai lui Gligor și Maria (n. Iancu) Rațiu de Nagylak (Noșlac), din Turda. Tatăl său a fost proprietar funciar în Turda.
A fost descendent al familiei Rațiu de Nagylak (Noșlac) din Turda, atestată în Transilvania la începutul sec. al XIV-lea și reînnobilată în anul 1625 de către principele Gabriel Bethlen.
A studiat la Turda, Aiud, Cluj, Blaj și Viena. A fost hirotonit preot celib cu numele Basiliu în Biserica Sfânta Barbara din Viena în anul 1810. Discipol al lui Petru Maior, a fost doctor în teologie și filozofie al Universității din Viena, 1811.

## Activitatea teologică și politică
Personalitate respectată a Bisericii Române Unită cu Roma, Greco-Catolică, Basiliu Rațiu a fost preot în Ocna Mureș, 1813; protopop în orașul său natal, Turda, 1819; al XII-lea canonic din seria capitularilor, 1824 și primul prepozit mitropolitan, Blaj, 1855.
A fost profesor și rector în trei rânduri al Seminarului diecezan din Blaj, 1827-1832, 1834-1939 și 1842-1845. A scris două cărți, utilizate mult timp ca manuale, „Dreptul canonic”, rămas în manuscris și Istoria Beserecesca, primul manual de istorie a Bisericii, tipărit la Blaj în 1854.
A fost un mare patriot român, atașat idealurilor naționale, membru fondator al Astrei, cea mai importantă personalitate a familiei de la mijlocul sec. al XIX-lea, supranumit „secolul națiunilor”. În timpul lungii sale vieți a fost implicat în mai multe demersuri politice purtate pentru împlinirea idealurilor naționale. În anul 1843 a compărut ca martor într-un proces împotriva episcopului Ioan Lemeni, care a fost ulterior scos la pensie și trimis la Viena.
Pe 3/15 mai 1848 a participat la Marea Adunare de pe „Câmpul Libertății” de la Blaj. Atunci a propus să se așeze acolo un altar național, cu numele „Piatra Libertății”, cunoscută până în ziua de azi ca „Piatra Canonicului Rațiu”.
Colaborator apropiat al primului mitropolit al Bisericii Române Unită cu Roma, Greco-Catolică, Alexandru Sterca-Șuluțiu, a fost unul dintre semnatarii Pronunciamentului de la Blaj, din 3/15 mai 1868, declarația de protest a fruntașilor intelectuali români transilvăneni față de anularea autonomiei Transilvaniei și a înglobării principatului în Ungaria, urmare a realizării în 1867 a dualismului austro-ungar. Documentul a fost adoptat cu ocazia aniversării a douăzeci de ani de la Marea Adunare Națională de pe Câmpia Libertății din Blaj. Pentru acest fapt a fost trimis în judecată, alături de ceilalți semnatari, sub acuzația „de crimă de înaltă trădare”, la vârsta de 85 de ani. Întrucât prin publicarea Pronunciamentului, dar mai ales prin măsurile represive luate, s-a produs o adevărată emulație, asemănătoare celei din perioada 1848-1849, însoțită de un puternic ecou internațional, a crescut riscul unor frământări politice naționale, împăratul Franz Joseph a suspendat procesul intentat semnatarilor la Tabla Regească din Târgu-Mureș.

## "Pater Patrum Familiae Rațiu"
Protopărintele familiei Rațiu din Turda a introdus în anul 1821, transcrierea în grafie latină a numelui familiei, pentru descendenții familiei Racz de Nagylak, renunțând la grafia Rácz în maghiară și Ratz în germană. 
Basiliu alături de frații săi a obținut câștig de cauză în procesul intentat de autorități pentru reatestarea titlului nobiliar în 1829, familia având dreptul să locuiască în continuare în orașul Turda.
Basiliu Rațiu a fost ctitorul bisericii greco-catolice din Turda Veche, împreună cu sora sa Oana și cei șase frați: Indrei, Grigore, Ioan, David, Dimitrie și Matei. Biserica a fost sfințită în anul 1839 și este cunoscută până în ziua de azi sub numele de Biserica Rățeștilor. Din anul 1948 și până în prezent biserica este în folosința Bisericii Ortodoxe Române, care refuză în continuarea retrocedarea acesteia. Refuzul parohului ortodox pentru înmormântarea omului politic (PNȚCD) Ion Rațiu, în ianuarie 2000, alături de strămoșii lui în cimitirul Biserica Rățeștilor din Turda, a provocat stupoare și indignare în sânul familiei căreia, dar și în cadrul societății românești.
Basiliu Rațiu a făcut donații importante în favoarea bisericii parohiale greco-catolice "Adormirea Maicii Domnului" din Turda Veche. Banii au provenit de la o hotărâre judecătorească din jurul anul 1830 de restituire bănească pronunțată contra unei confiscări ilegale de terenuri ale familiei Rațiu, petrecută pe timpul lui Gheorghe Rákóczi al II-lea la Noșlac, județul Alba, în secolul al XVII-lea.

Cu despăgubirea obținută pentru confiscarea pământurilor de la Noșlac, în anul 1866, Basiliu Rațiu a întemeiat Eforia Fondului Cultural, pe care a înzestrat-o cu proprietăți imobiliare în centrul orașului Turda, care există și azi. A fondat prima Școala confesională românească greco-catolică din Turda Veche, edificată în 1874. Eforia, a permis consiliului parohial al Bisericii Rățeștilor să realizeze lucrări importante la biserică, precum și înființarea unui fond pentru acordarea de burse și stipendii tinerilor români pentru a studia în diferite școli din Transilvania și din Imperiu, care după întoarcerea acasă au contribuit la luminarea poporului român. Autorul statutelor și primul președinte al Eforiei a fost memorandistul Dr. Ioan Rațiu, nepot de frate al lui Basiliu.
Basiliu Rațiu, după modelul demn de urmat al vlădicilor ardeleni de pie memorie, care după unirea cu Roma au ajuns la o poziție socială și o situație materială mai bună, a decis să redea poporului din care s-a ridicat toată agoniseala lungii sale vieți, pe care a lăsat-o bisericii, Eforiei și școlii din Turda.
La 12 decembrie 2010 au avut loc la Blaj evenimente comemorative prilejuite de împlinirea a 140 de ani de la decesul marelui prelat.
După celebrarea Sfintei Liturghii în Catedrala Sfânta Treime din Blaj a fost oficiat un parastas de pomenire, după care în cimitirul Bisericuței Grecilor a fost săvârșită o slujbă de binecuvântare a monumentului de la mormântul canonicului Basiliu Rațiu. În încheiere, a avut loc dezvelirea și binecuvântarea plăcii memoriale Basiliu Rațiu, expusă în holul Institutului Teologic Greco-Catolic din Blaj.
În data de 28 iulie 2011, cu aprobarea mitropolitului ortodox Andrei Andreicuț, într-un gest de recuperare istorică, a fost sfințită (de către Biserica Ortodoxă Română) pisania Biserica Rățeștilor din Turdar, reconstituită după pisania originală, care a dispărut în condiții suspecte după anul 1948. De asemenea au fost sfințite monumentele ctitorilor și principalilor contributori aflate în curtea bisericii.
„Nestorul bisericii greco-catolice române”, cum a fost considerat de către contemporani și „Patriarhul” familiei Rațiu din Turda se odihnește împreună cu alte personalități ale neamului românesc în cimitirul Bisericuței Grecilor din Blaj, adevărat pantheon în aer liber al Națiunii Române.

## Galerie de imagini

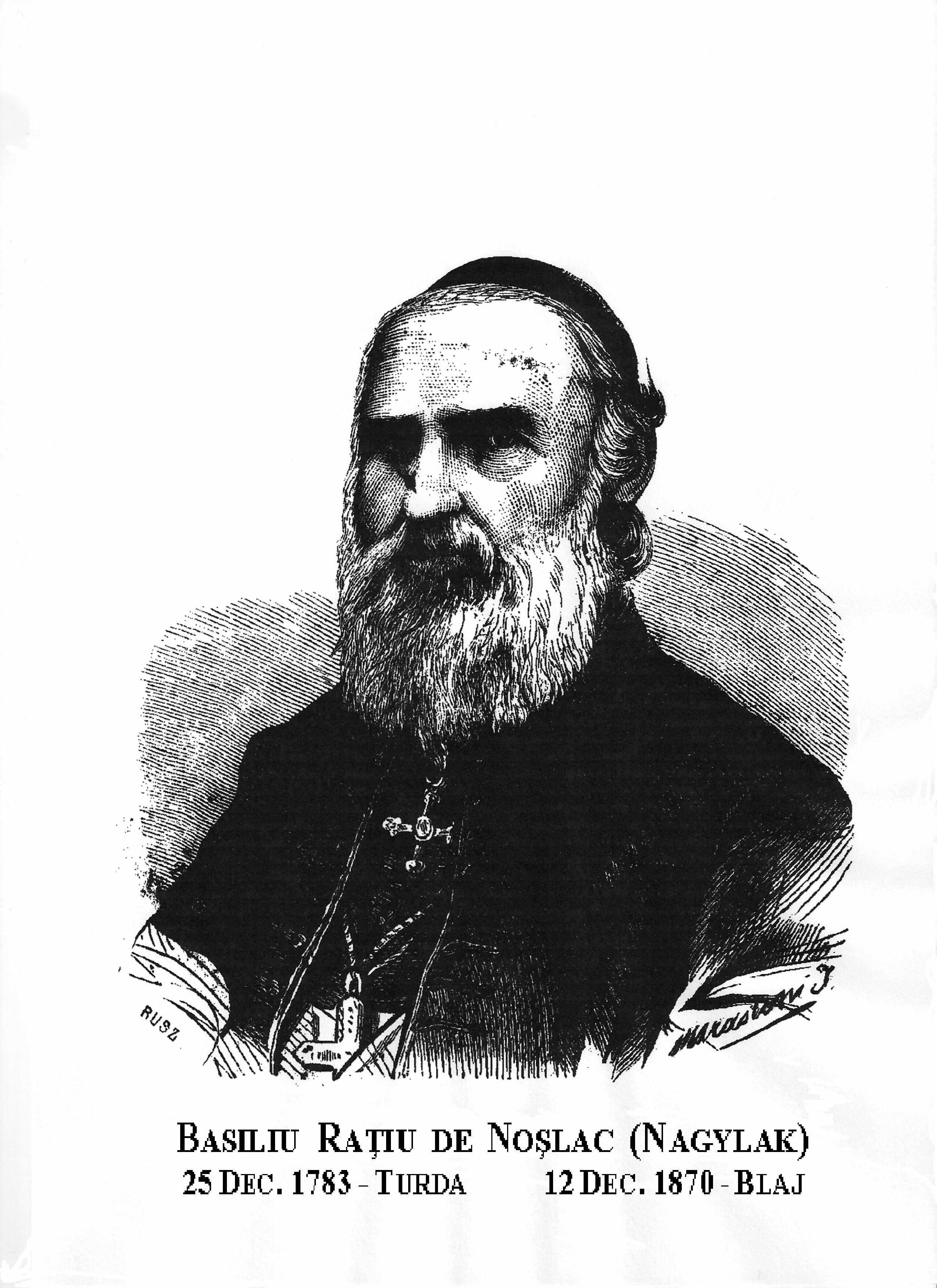
Canonicul Basiliu Rațiu de Nagylak (Noșlac)
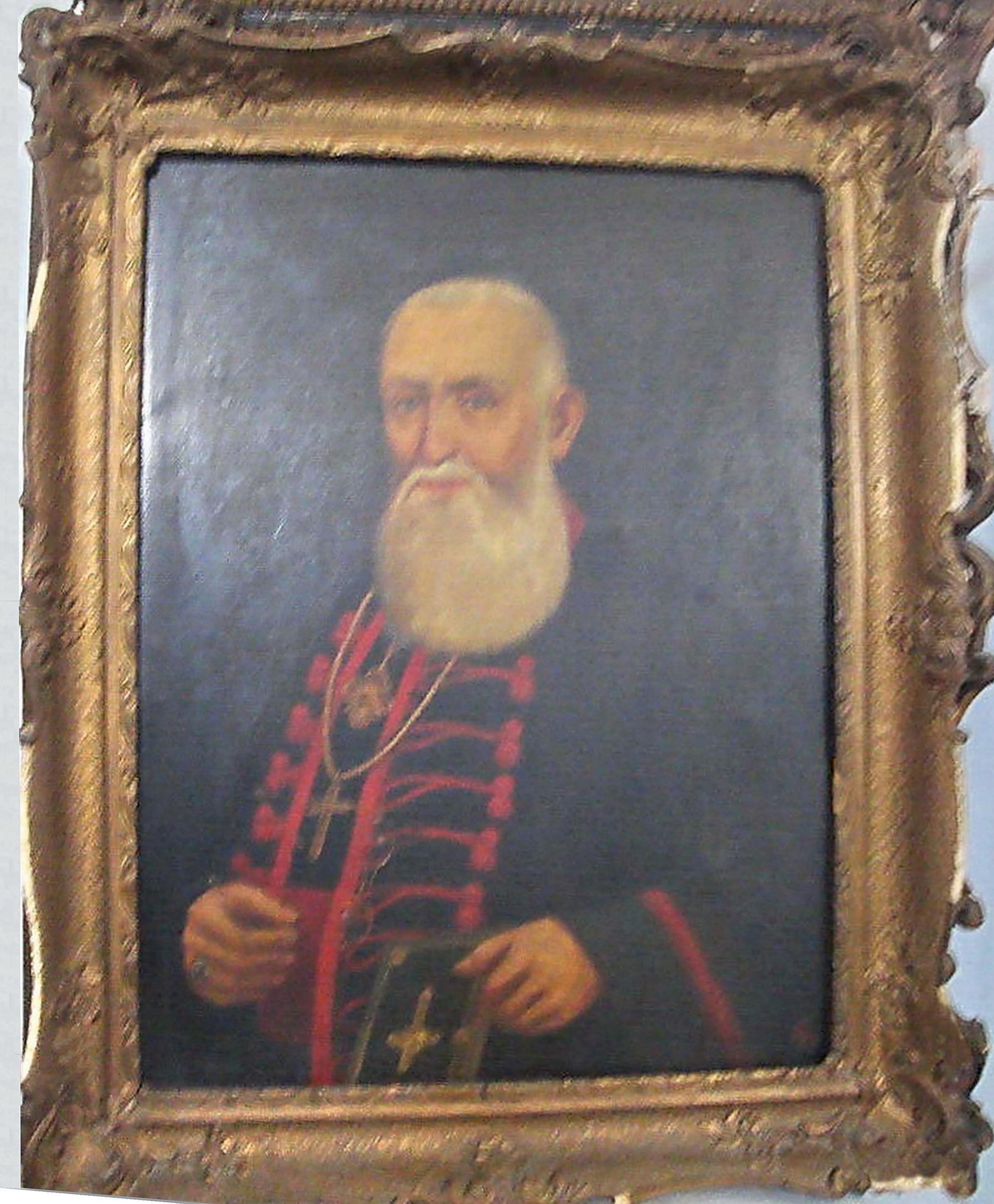
Canonicul Basiliu Rațiu, tablou din Biserica Rățeștilor Turda (pictor Flaviu Domșa, 1903)
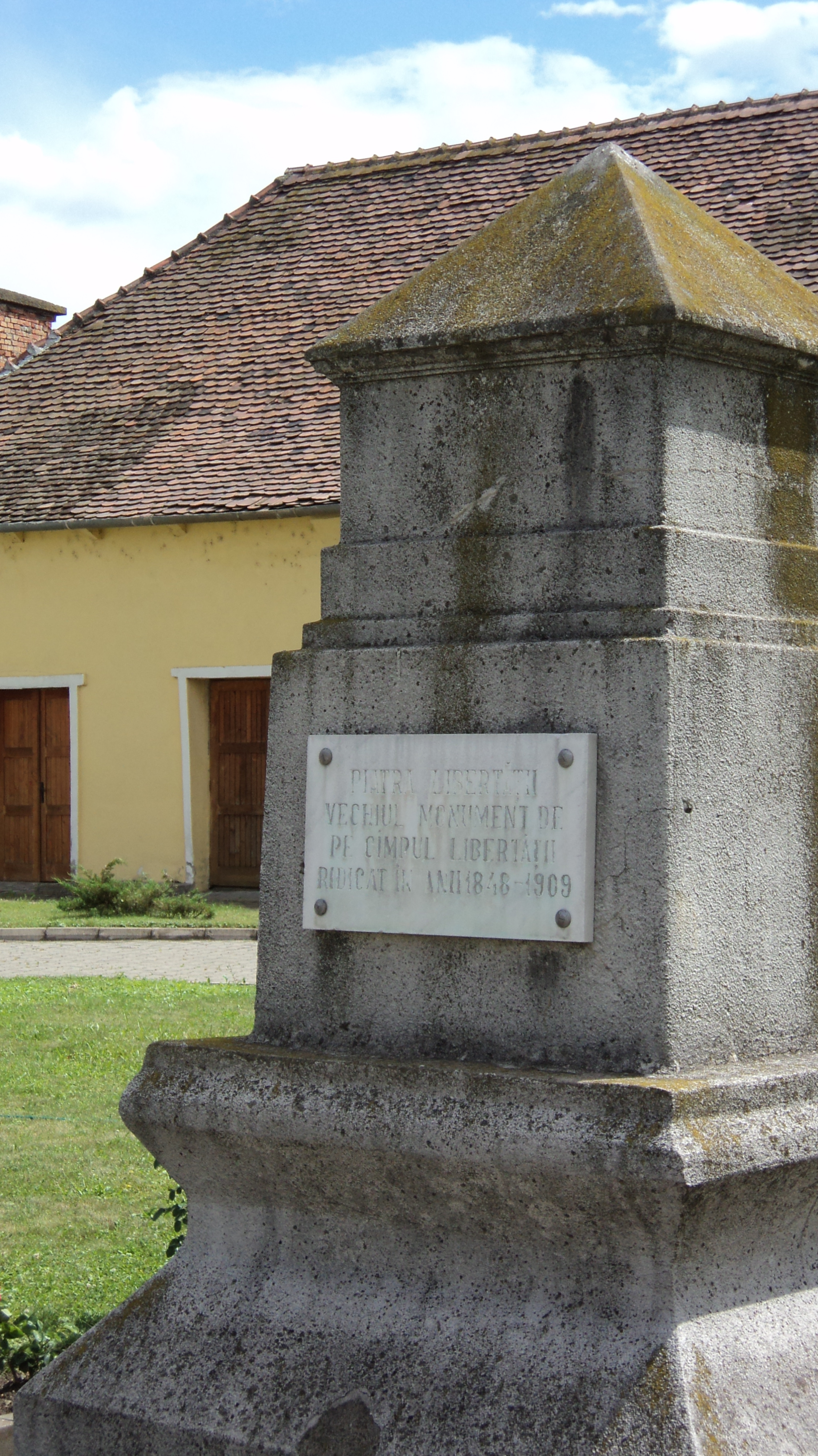
Piatra Libertății sau Piatra Canonicului Basiliu Rațiu, Blaj
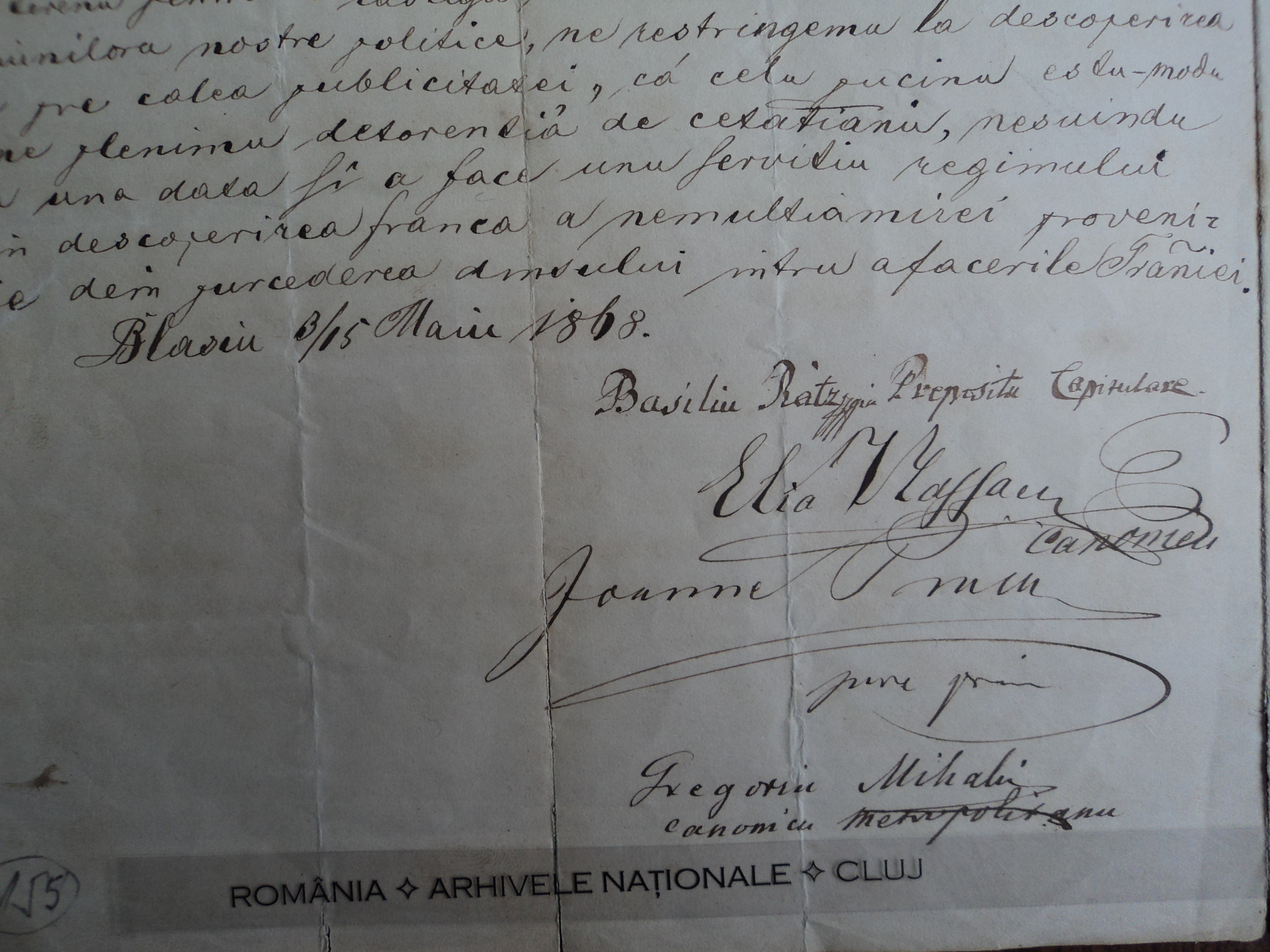
Basiliu Rațiu, semnatar al Pronunciamentului de la Blaj
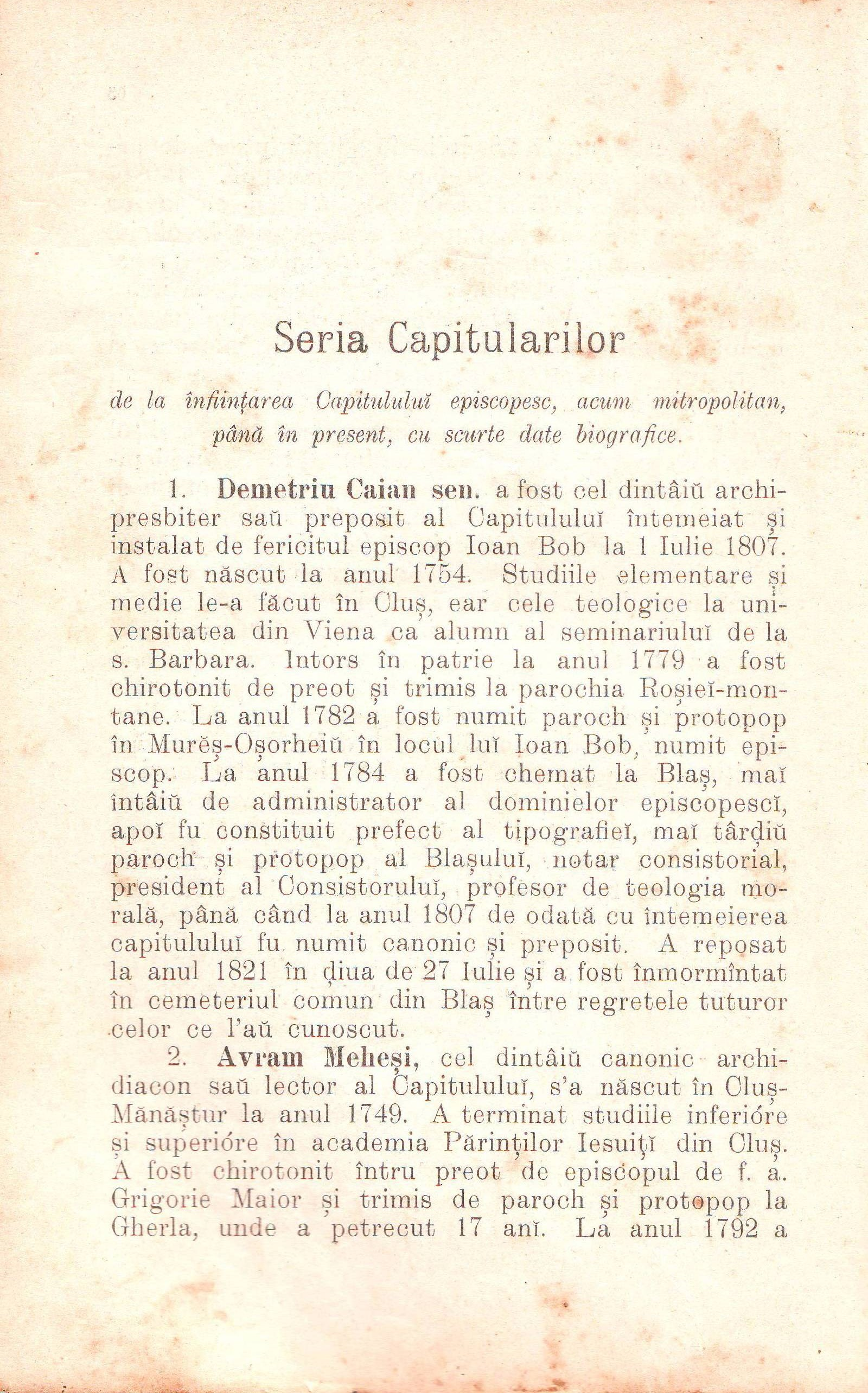
Șematismul de la 1900, Seria Capitularilor
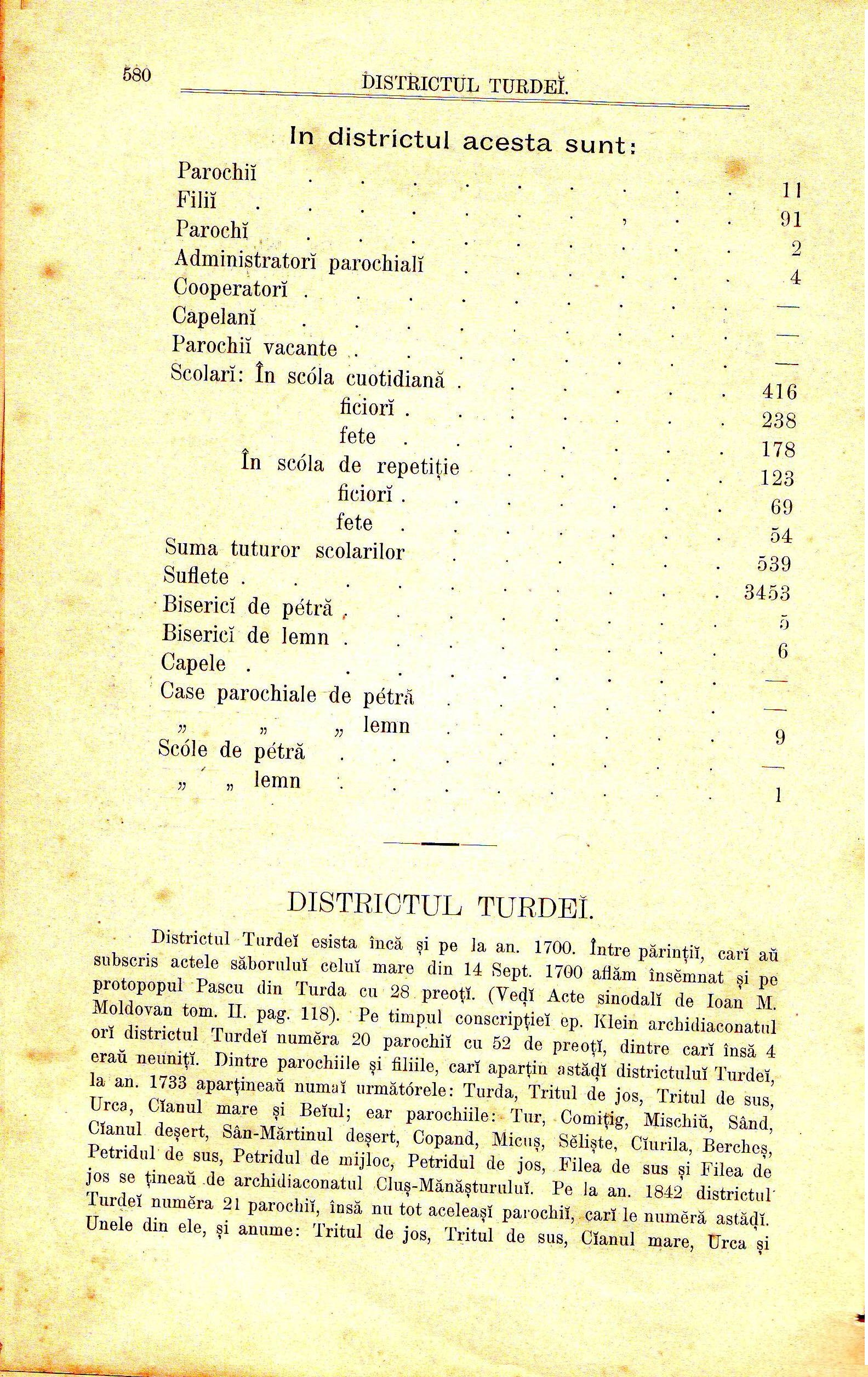
Șematismul de la 1900, Districtul Turdei
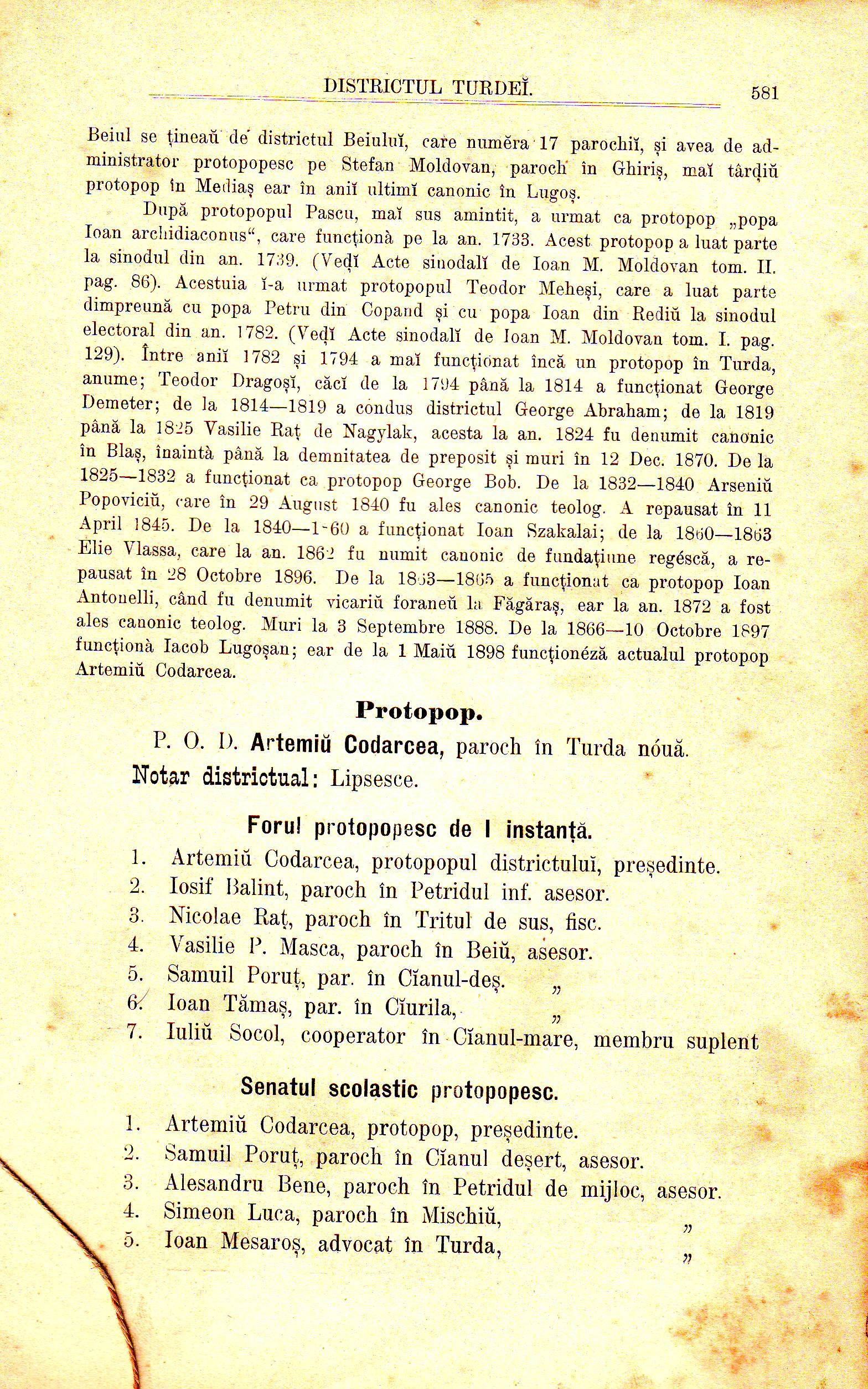
Șematismul de la 1900, Districtul Turdei-continuare
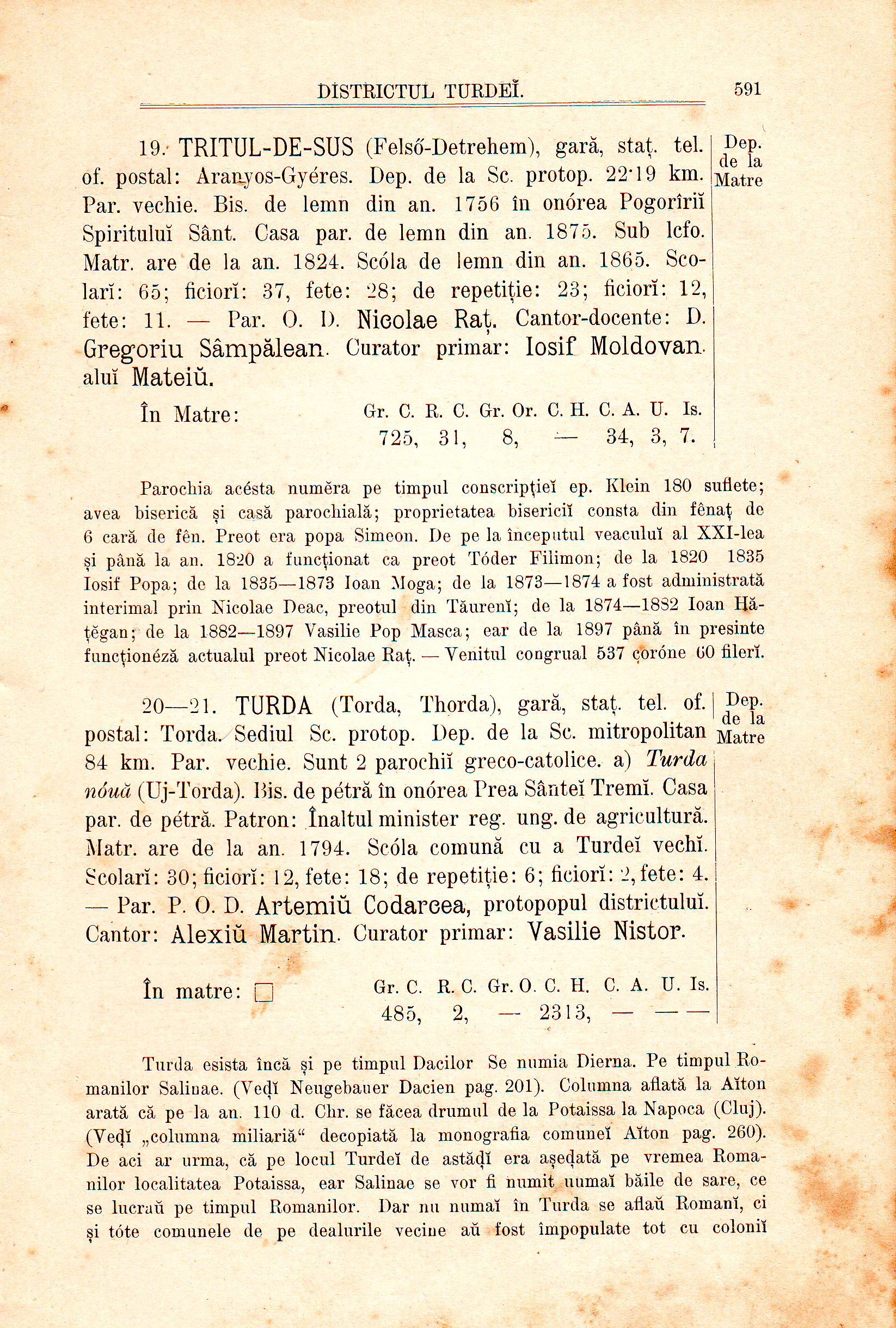
Șematismul de la 1900, Districtul Turdei, Bisericile din Turda
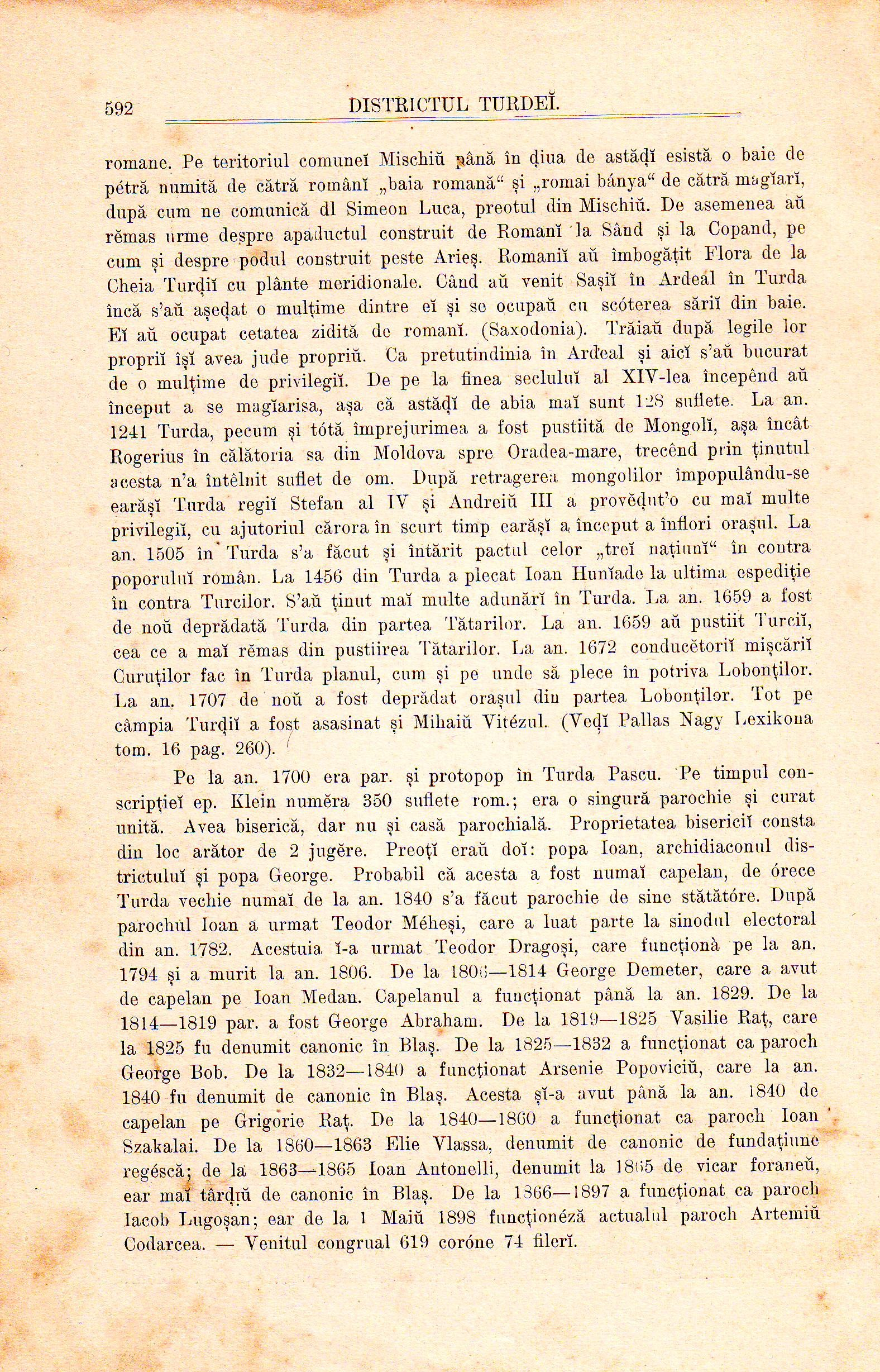
Șematismul de la 1900, Districtul Turdei, Bisericile din Turda-continuare
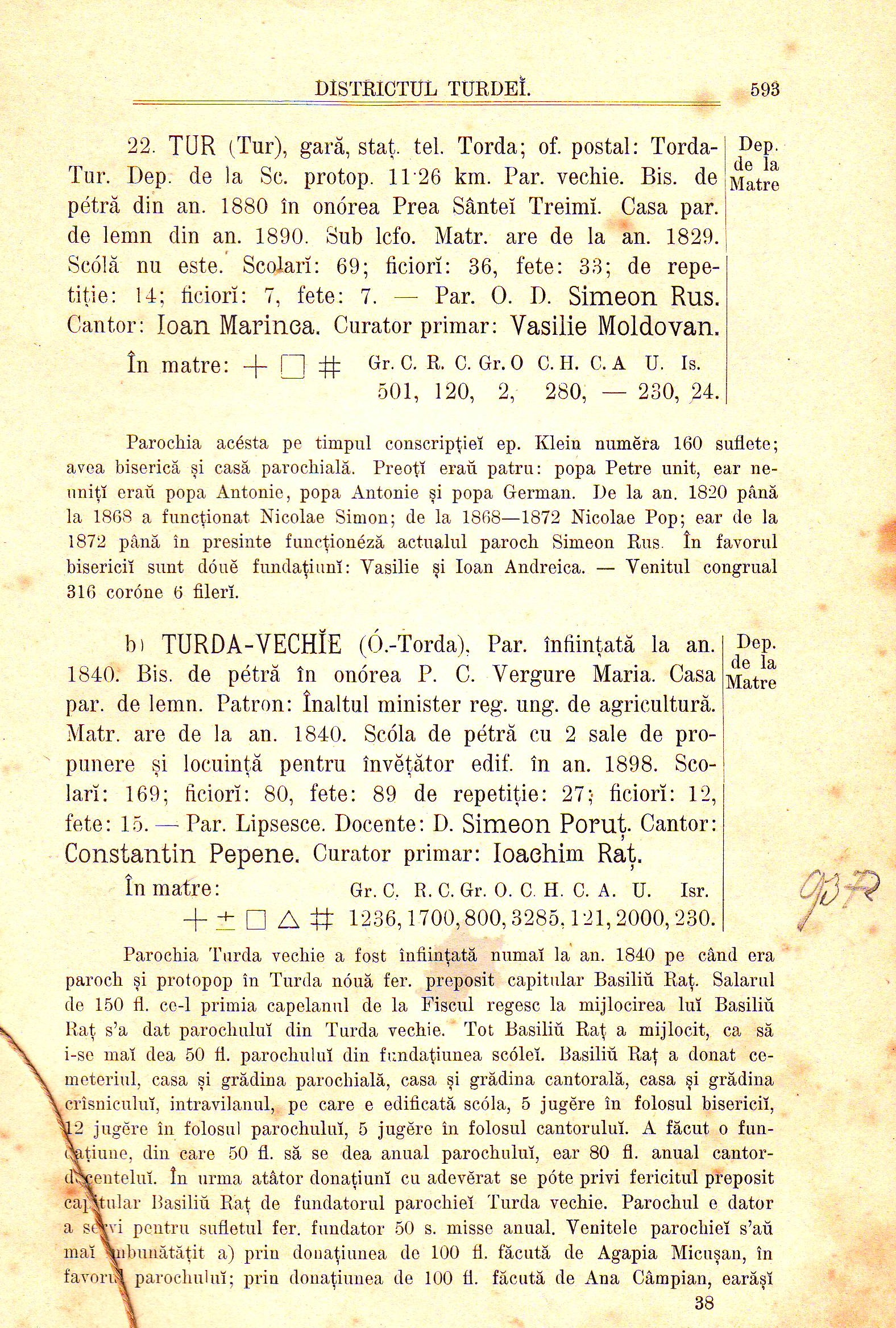
Șematismul de la 1900, Ctitorul Basiliu Rațiu de Nagylak (Noșlac)
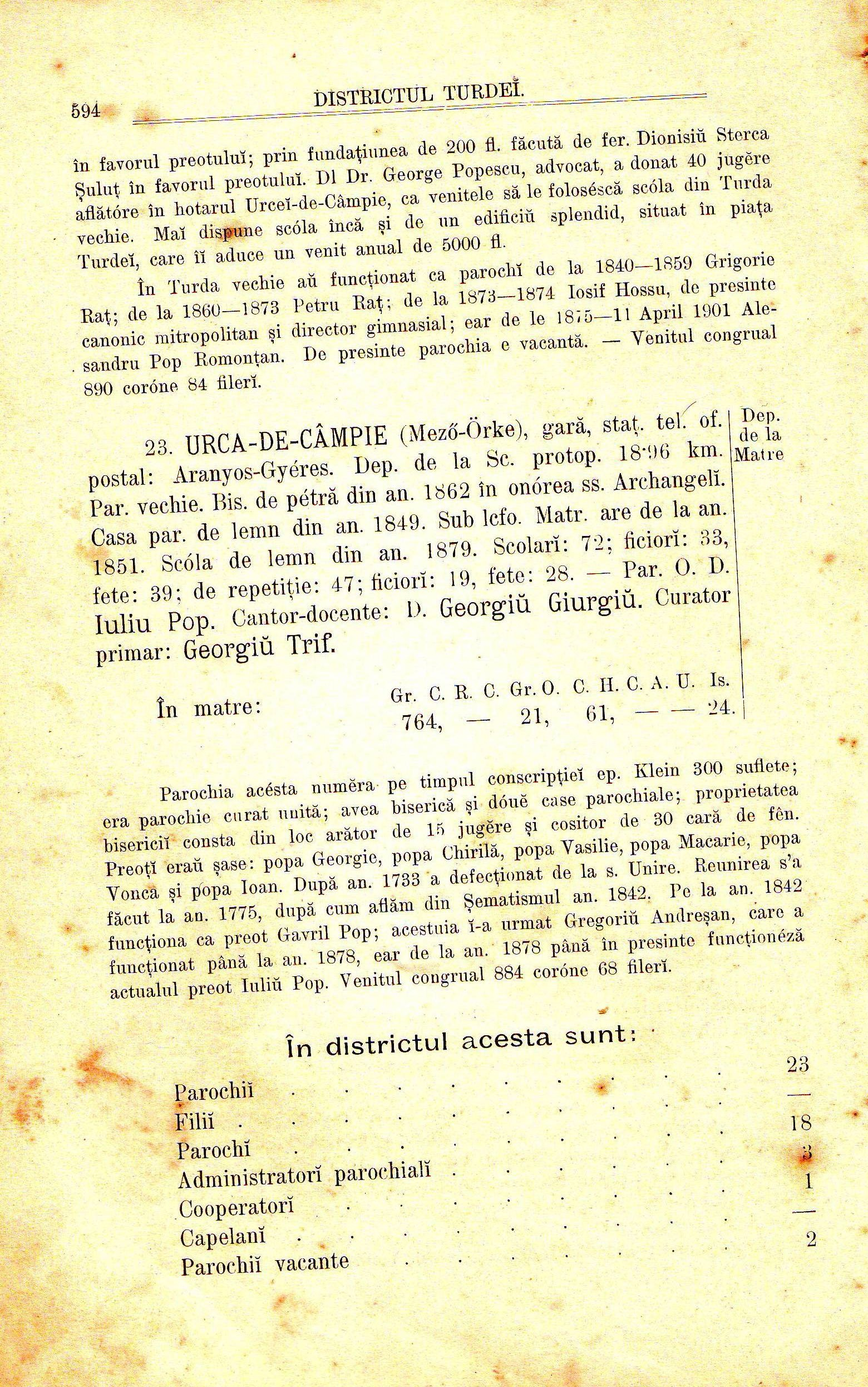
Șematismul de la 1900, Ctitorul Basiliu Rațiu de Nagylak (Noșlac)-continuare
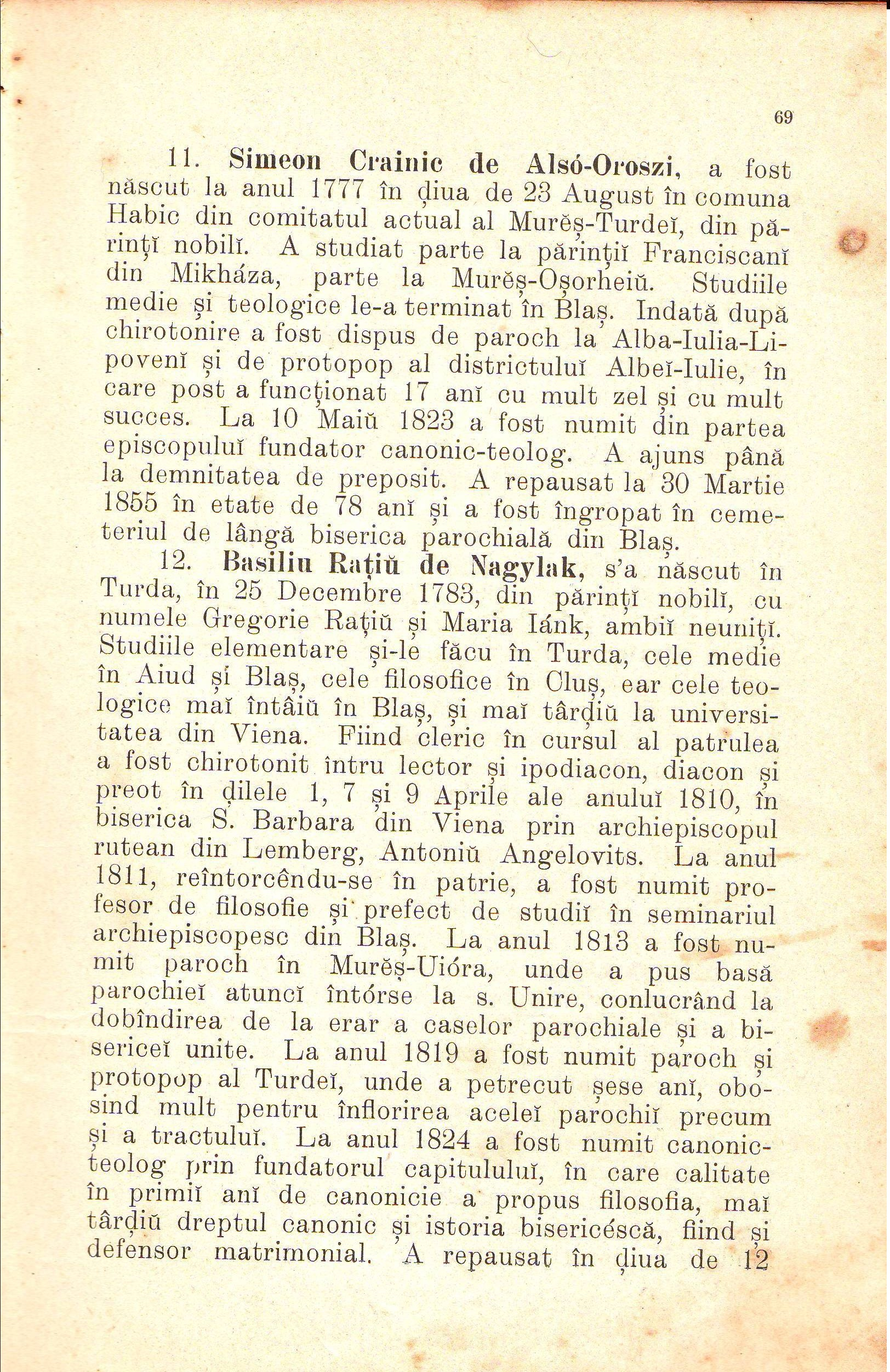
Șematismul de la 1900, Prepozitul Basiliu Rațiu de Nagylak (Noșlac)
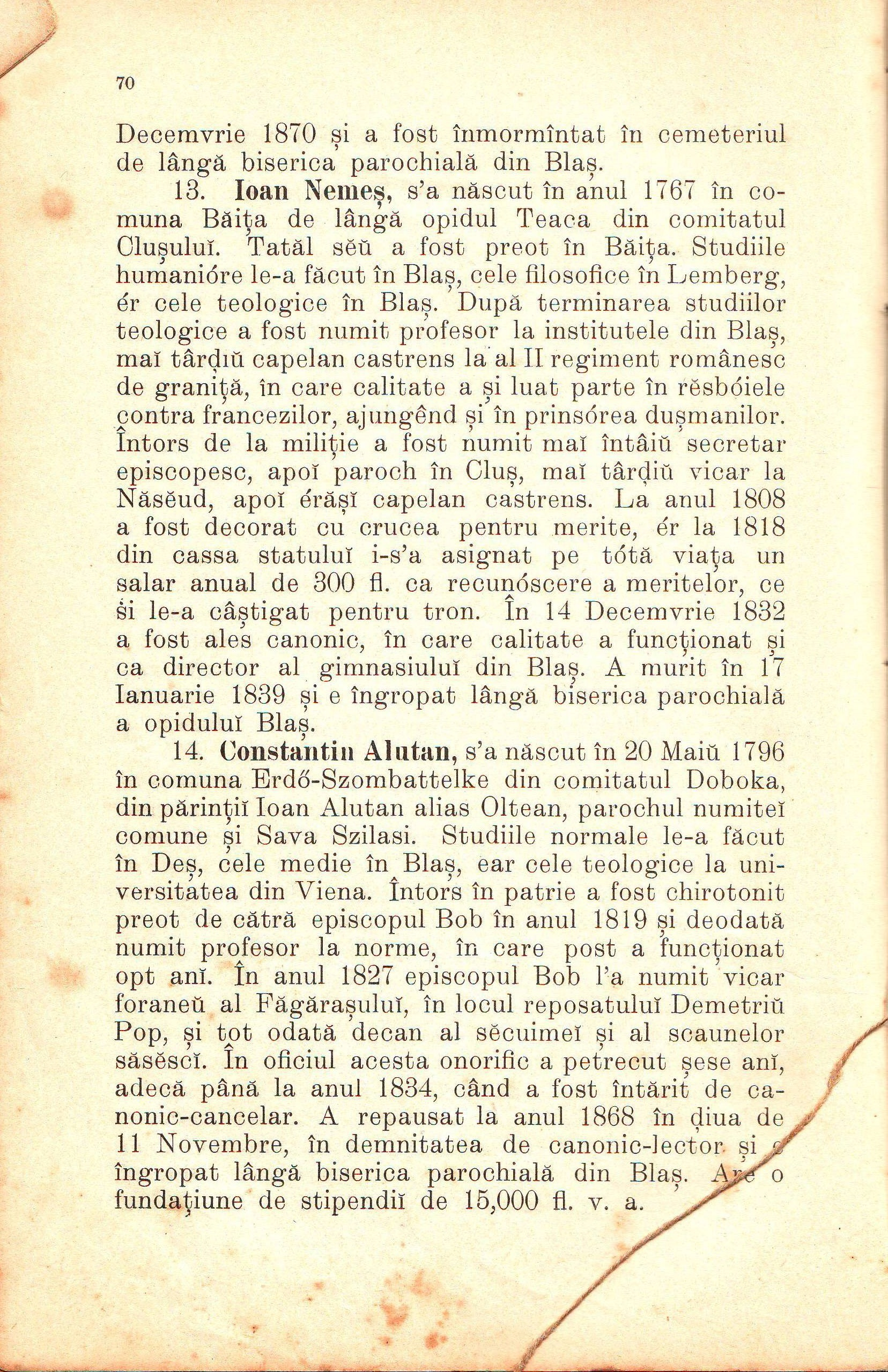
Șematismul de la 1900, Prepozitul Basiliu Rațiu de Nagylak (Noșlac), continuare
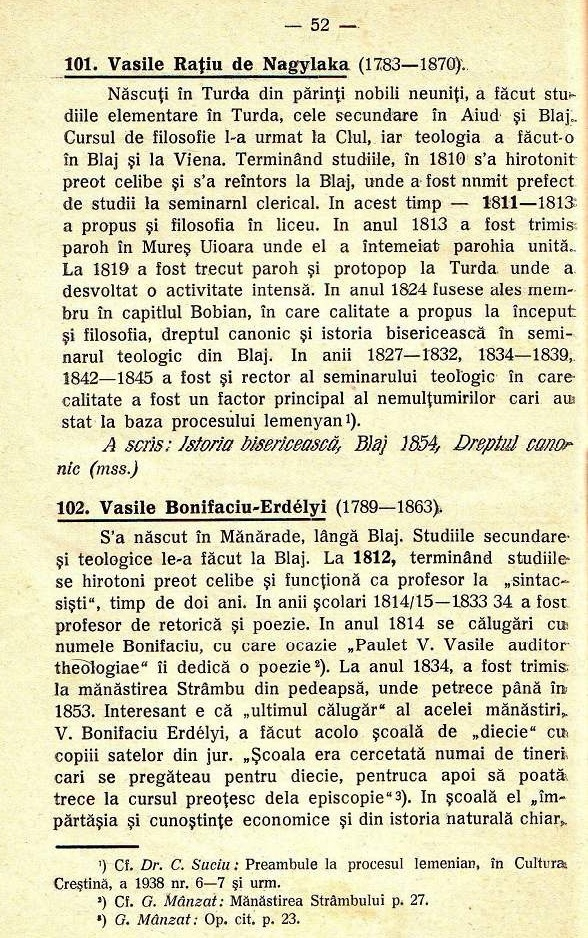
Dascălii Blajului, Vasile Rațiu de Nagylaka (Basiliu Rațiu de Nagylak)
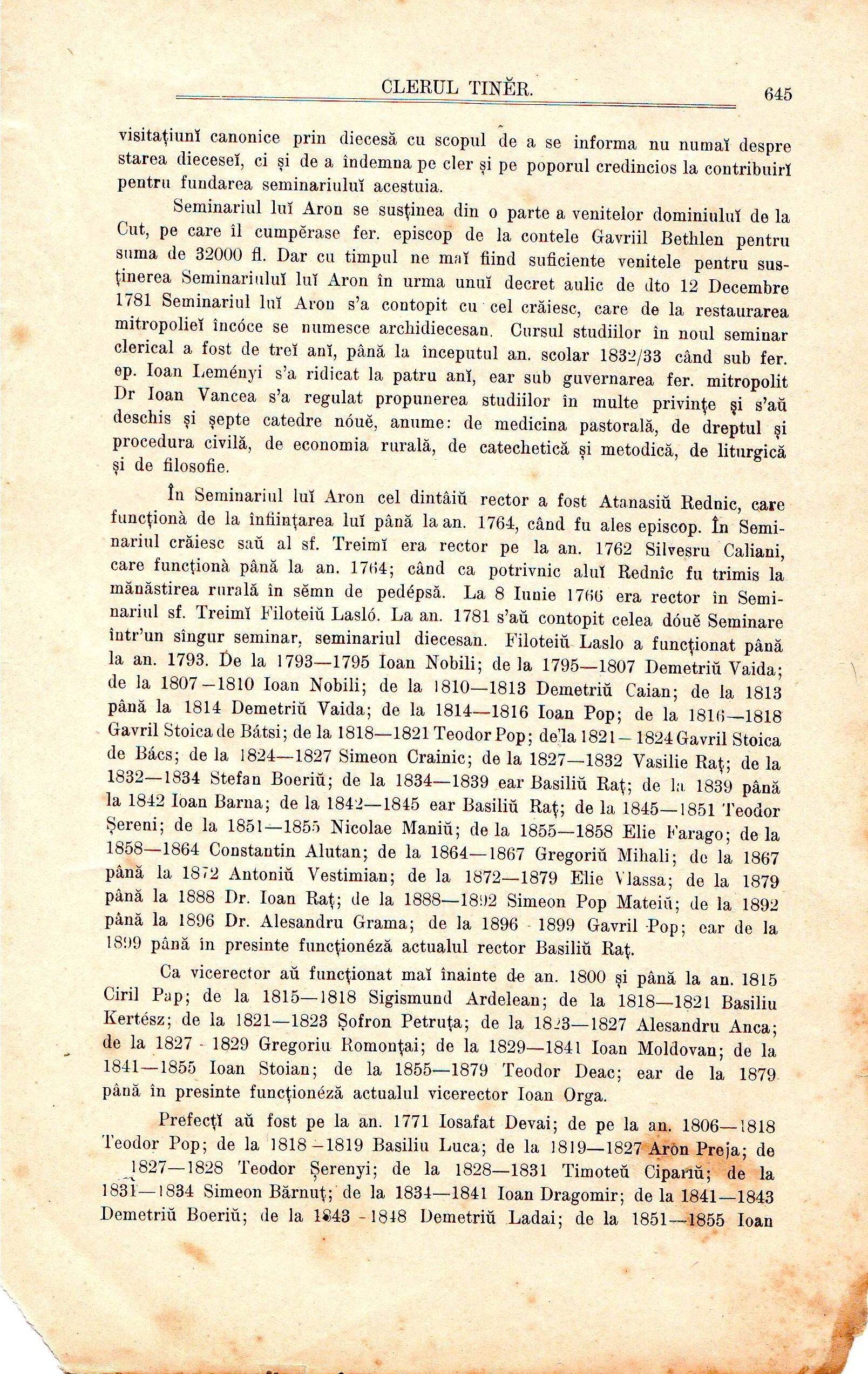
Șematismul de la 1900, Rectorul Basiliu Rațiu de Nagylak (Noșlac)
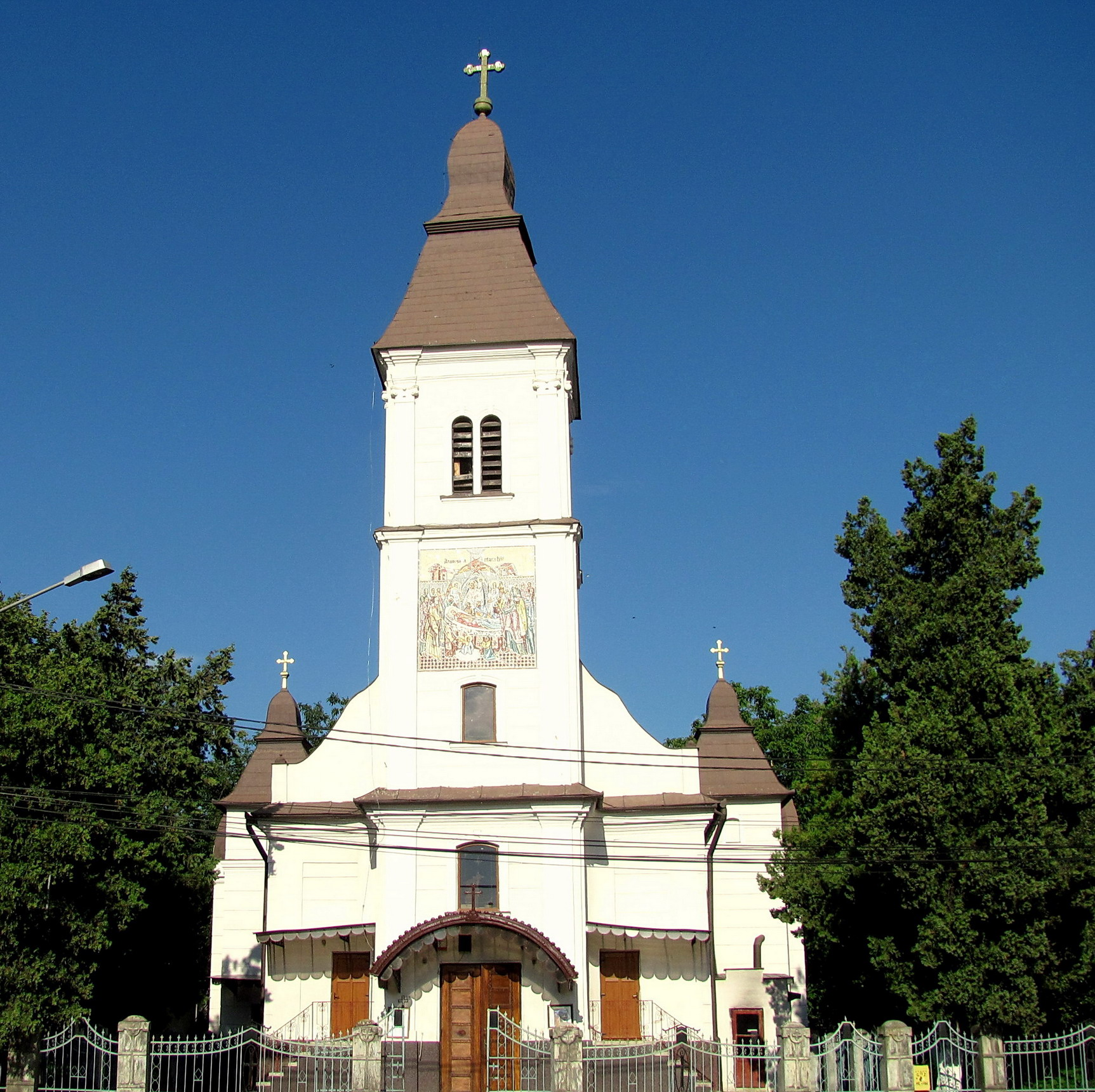
Biserica Rățeștilor din Turda
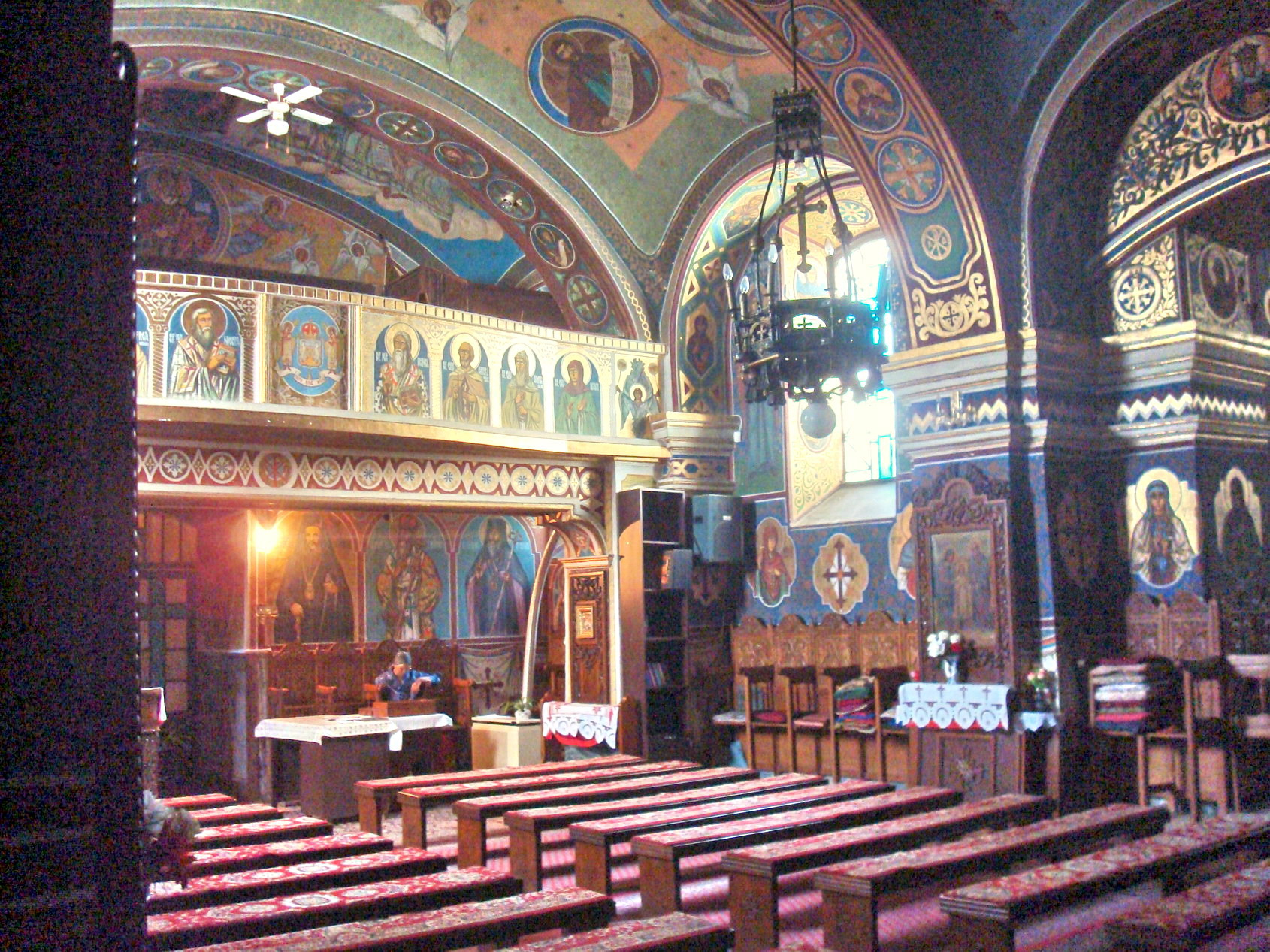
Biserica Rățeștilor (imagine din interior)
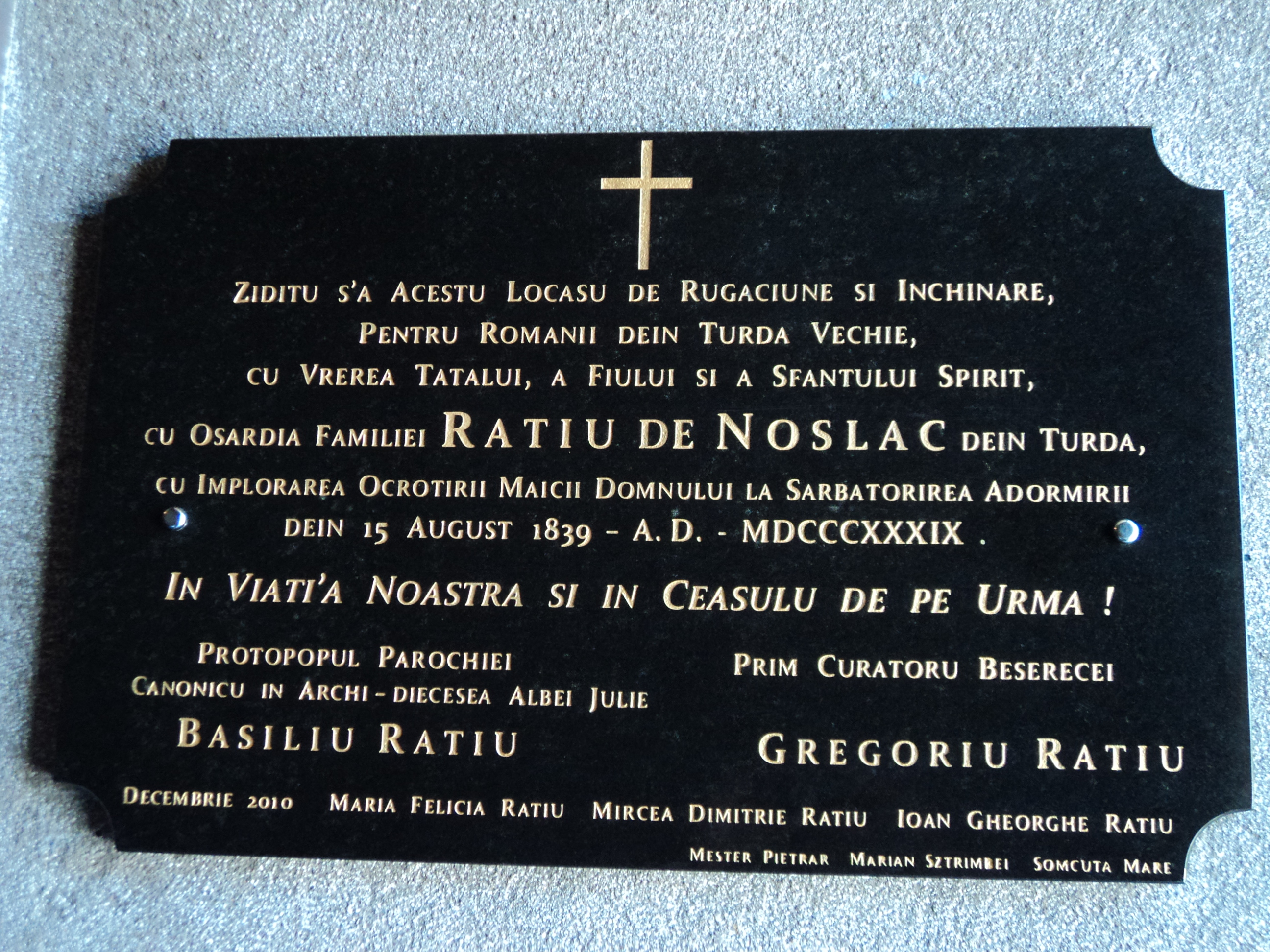
Pisania Bisericii Rățeștilor
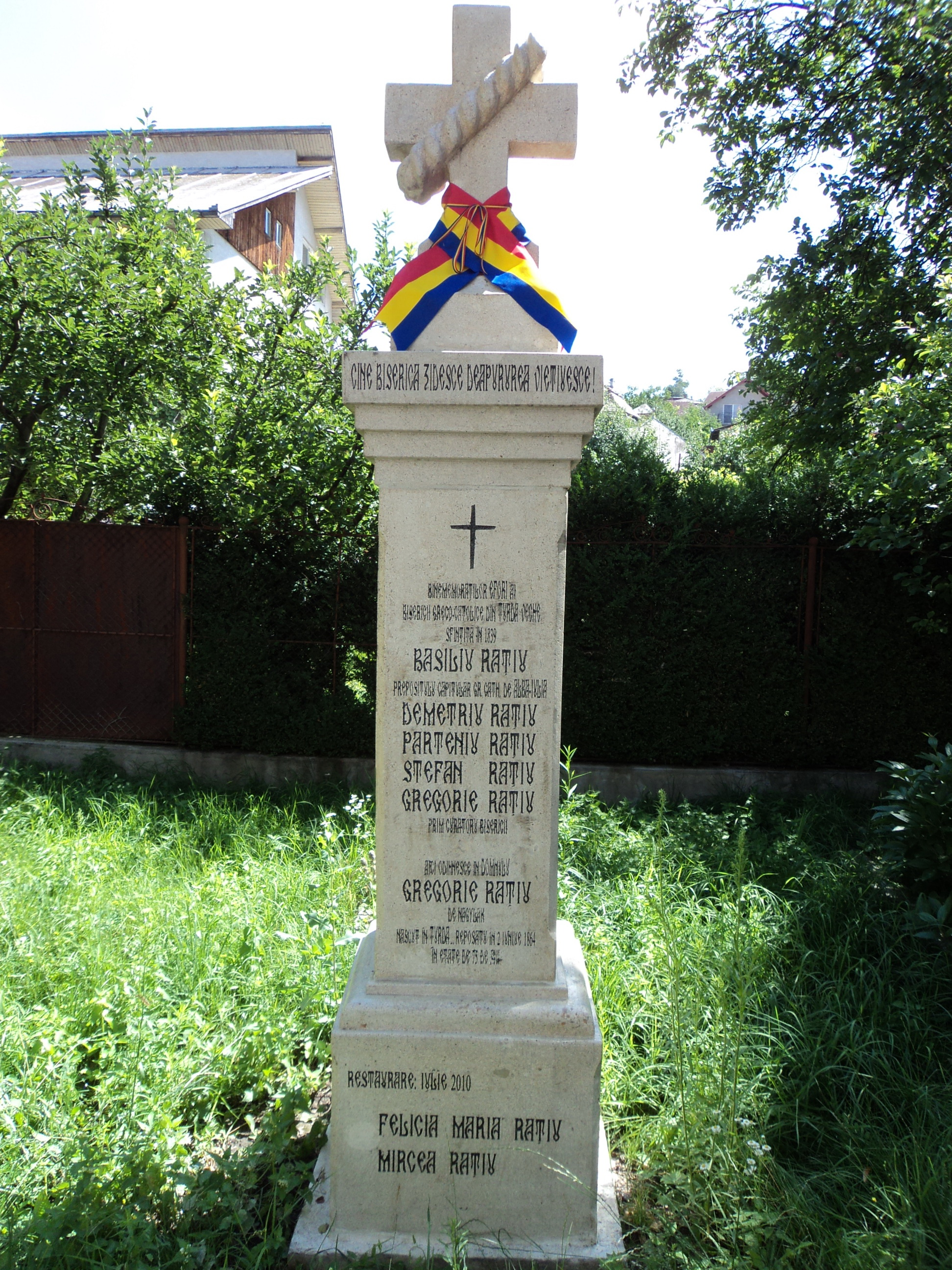
Monumentul ctitorilor, Biserica Rățeștilor
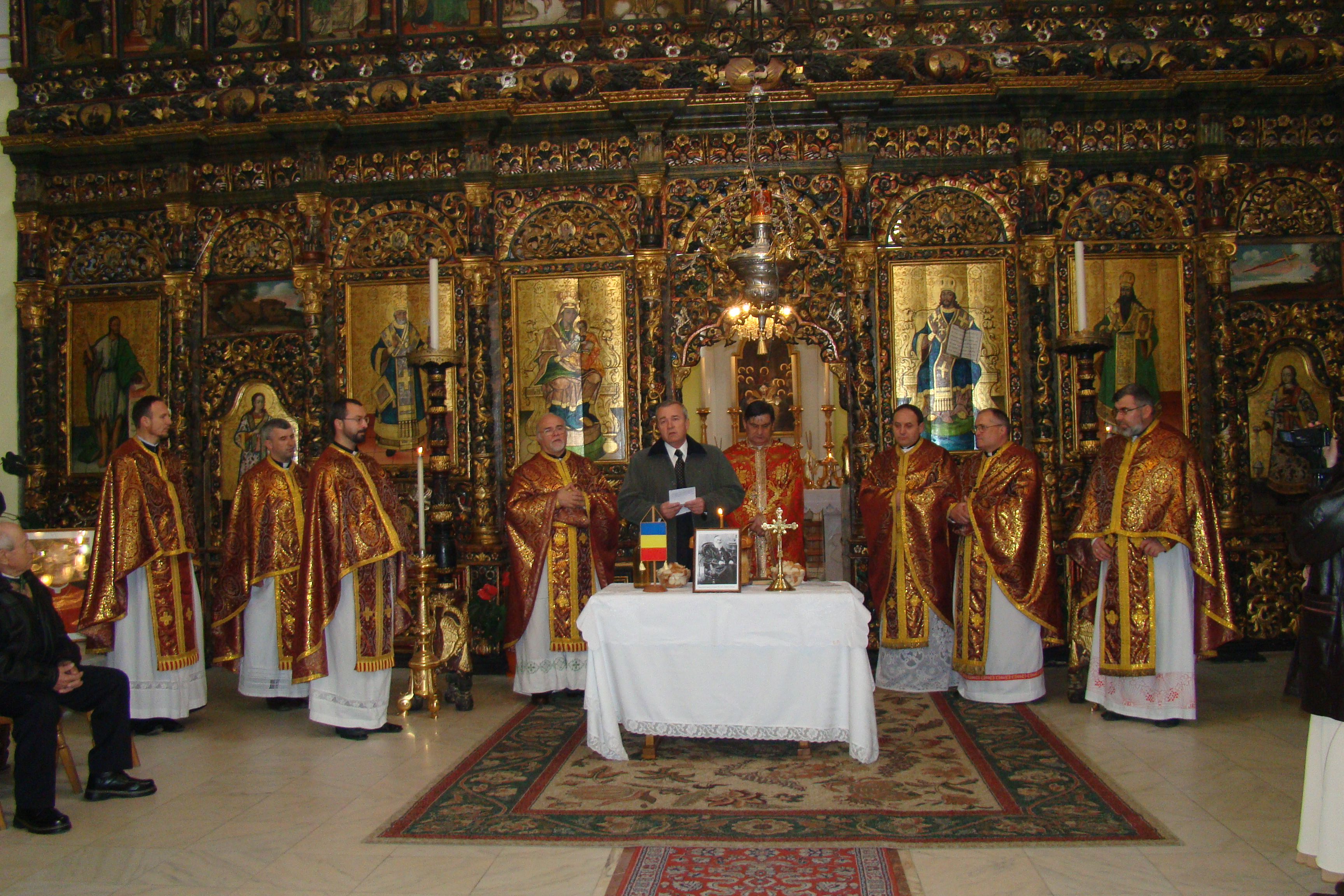
Comemorare Basiliu Rațiu, 12.12.2010, Blaj, Discurs omagial
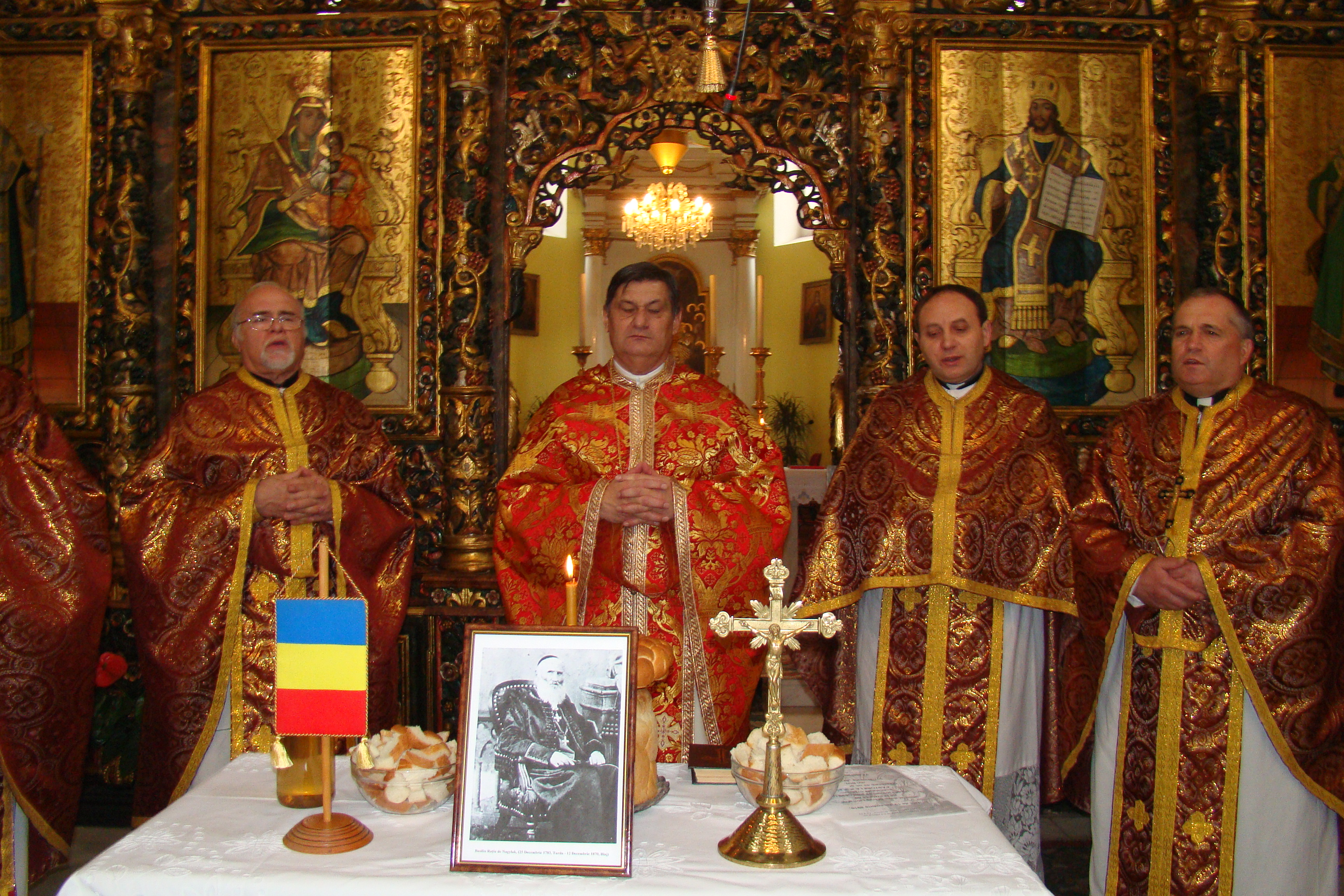
Comemorare Basiliu Ratiu, 12.10. 2010, Blaj, Slujba Parastasului
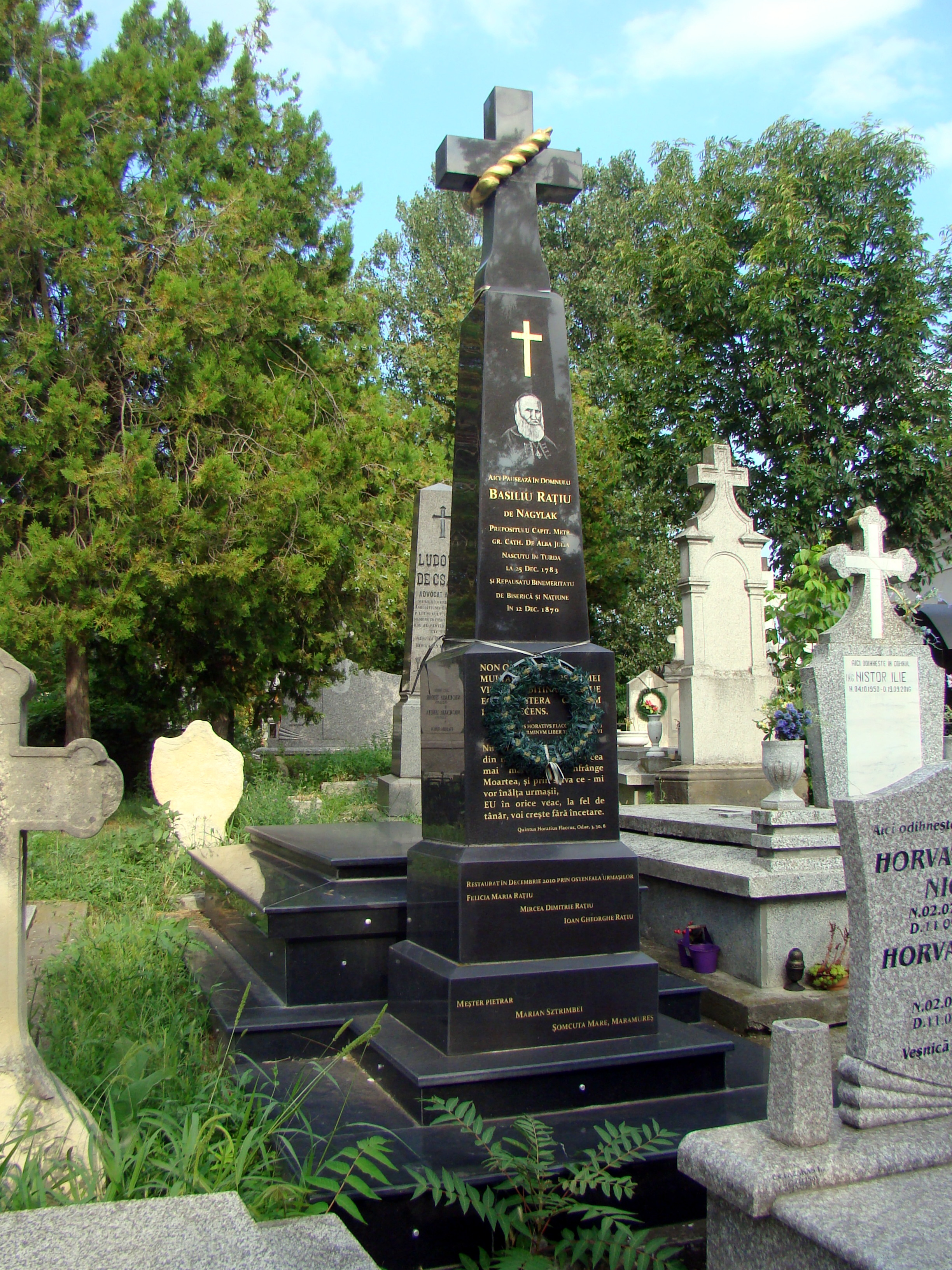
Monument Basiliu Ratiu, Blaj
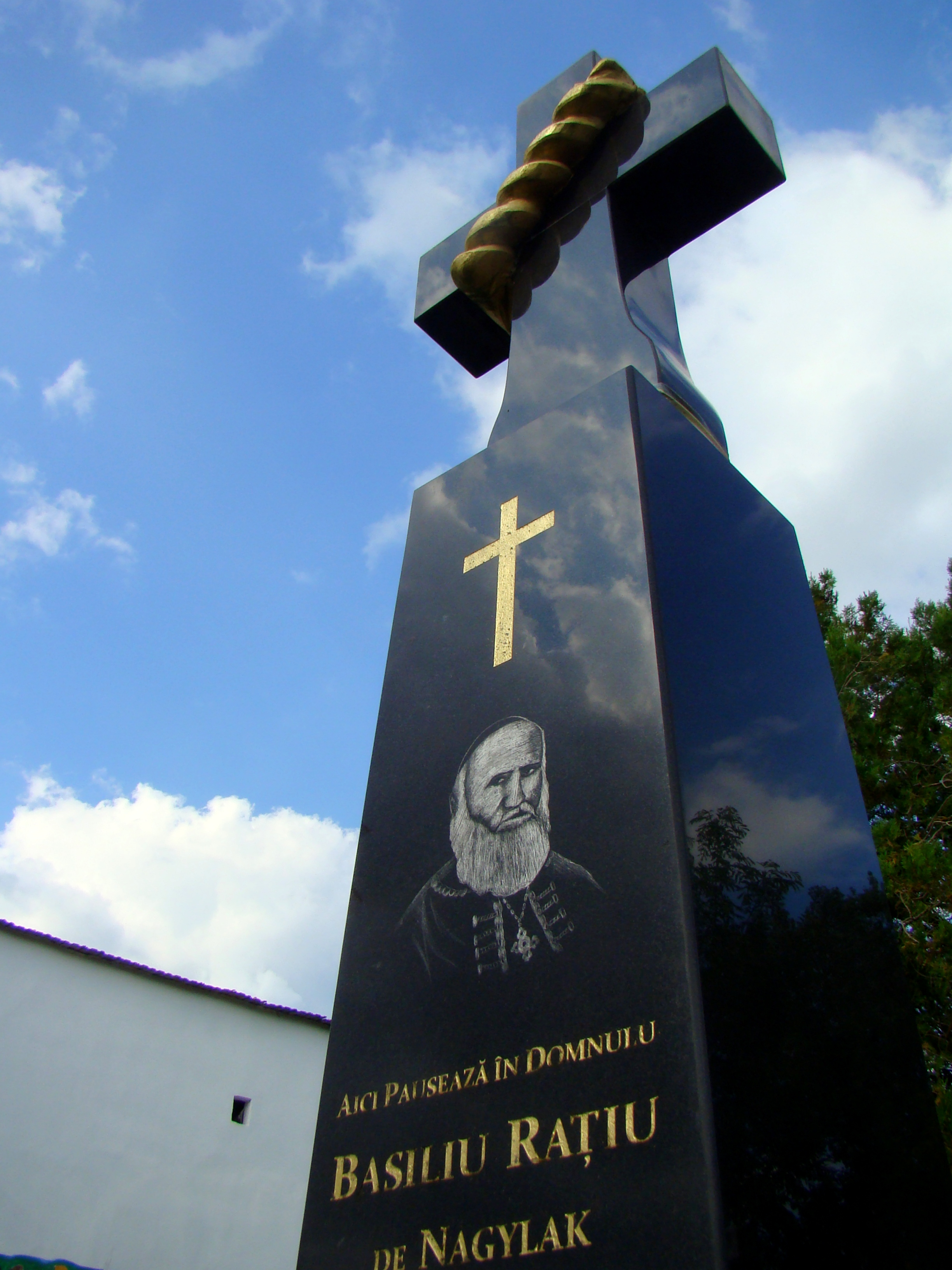
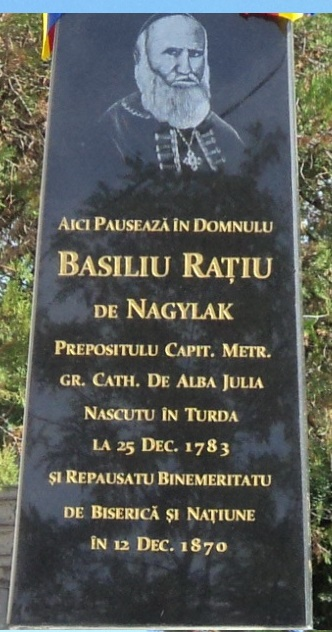
Inscripția cu textul original, monumentul lui Basiliu Rațiu, Blaj
Basiliu Rațiu, Placa memorială, Institutul de Teologie Greco-Catolică, Blaj
Comemorare Basiliu Rațiu, 12.12.2010, Blaj
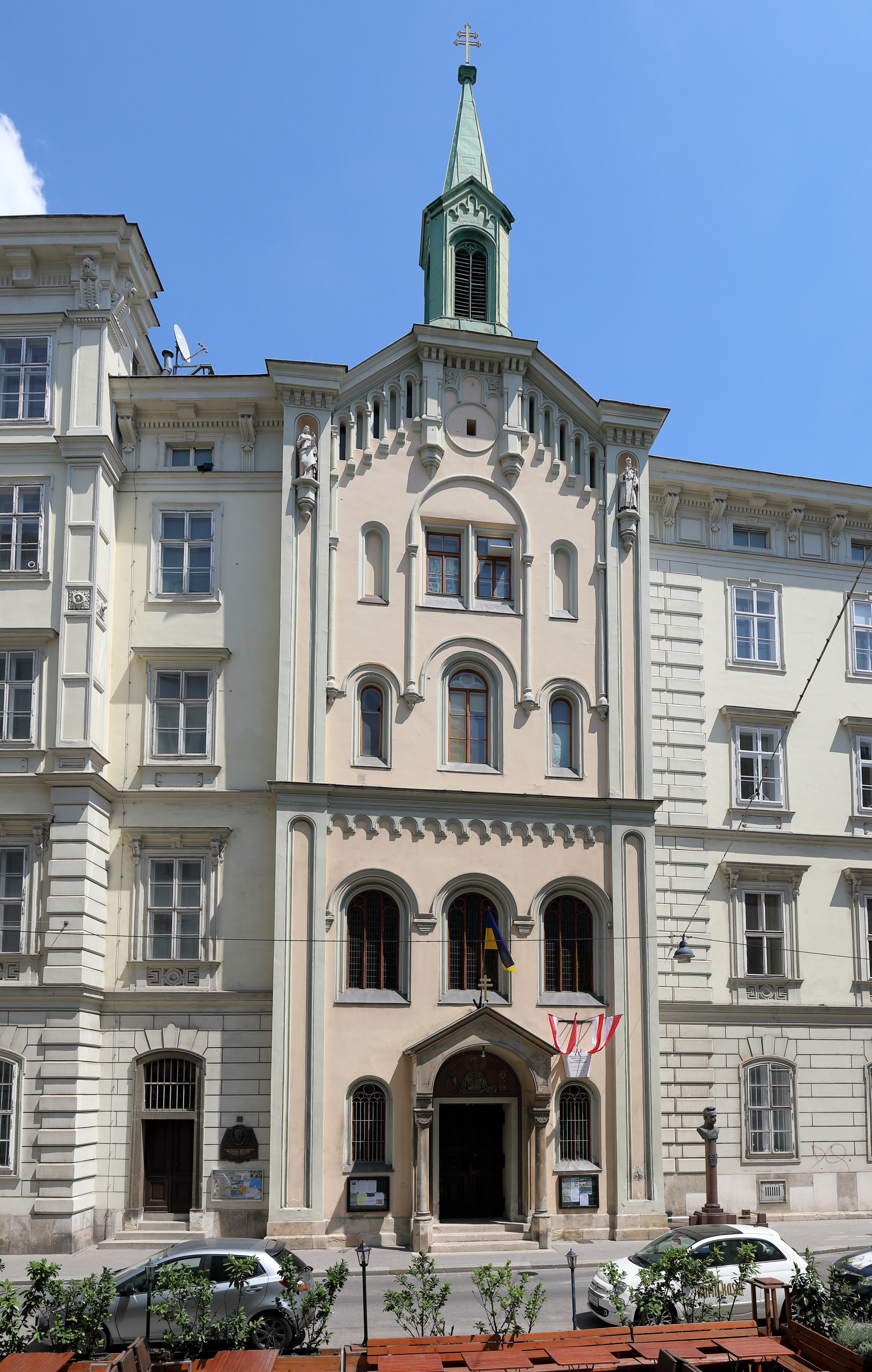
Biserica Sfânta Barbara, Viena
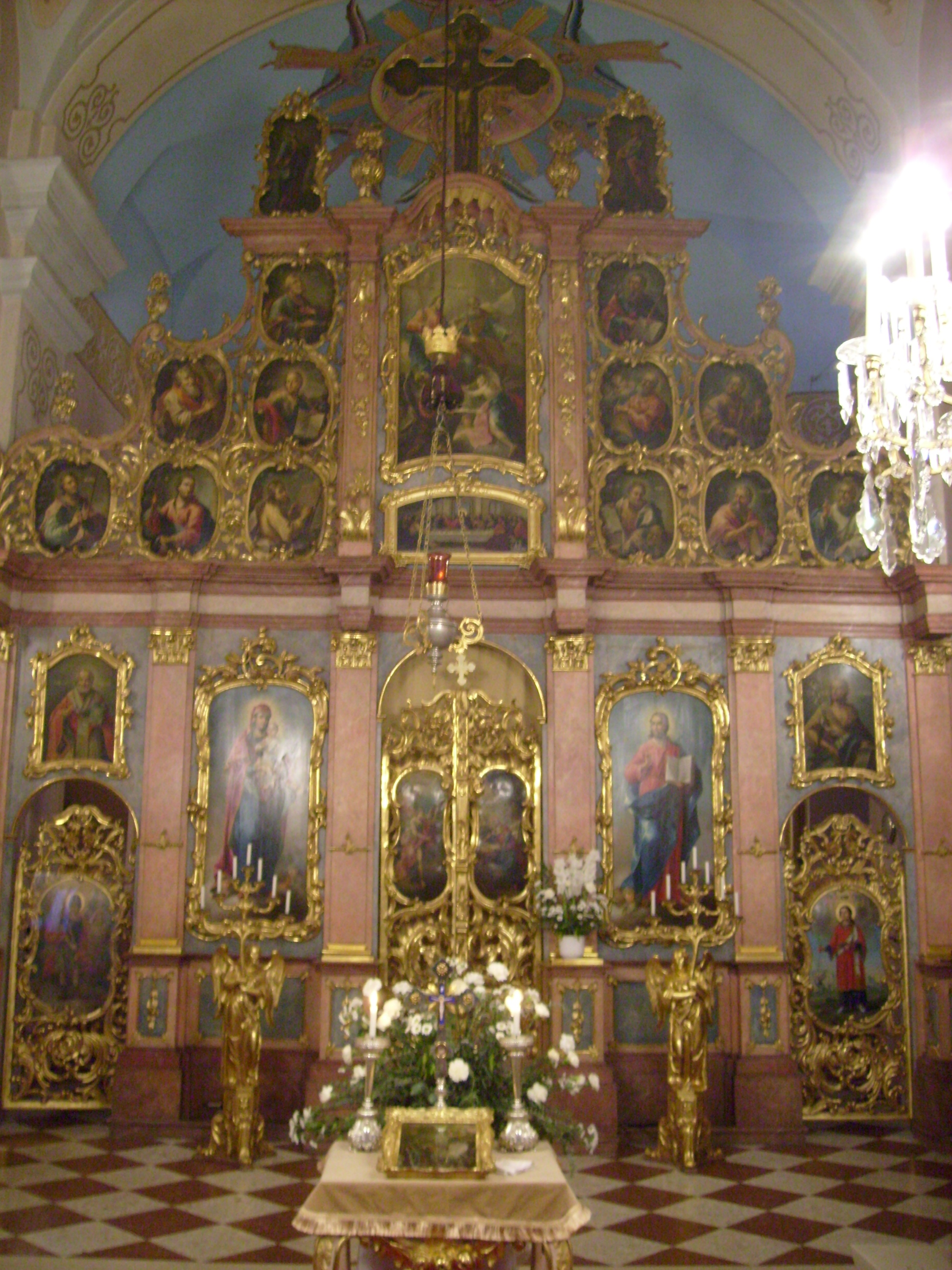
Iconostasul Bisericii Sfânta Barbara, pictor Efrem Micu
- Marele Arbore Genealogic al Familiei Ratiu de Noslac (Nagylak), fond pergament, actualizat la data de 20.09.2023